# Editor

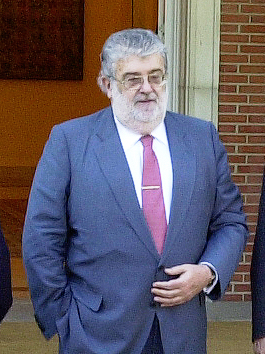
El editor español José Manuel Lara Bosch

Se llama editor (del latín do, das, dare, que significa «dar, sacar a la luz») a la persona que hace imprimir y/o publicar una obra, periódico, revista, libro, etcétera, ya sea escrito por él mismo o por otra persona. 
El autor de una obra puede él mismo sacarla a la luz o bien publicar una obra ajena y cuidar de su impresión. Se llama «editor responsable» a la persona que debe responder ante las autoridades y/o tribunales y sobre la cual gravita la responsabilidad de todo lo que se imprime en un periódico.
Entre los romanos se aplicaba el nombre de editor al que ofrecía juegos o cualquier otro tipo de espectáculo al pueblo a expensas propias costeando de su peculio o bienes particulares cuantos gastos ocasionaban.

## Surgimiento de los editores en Roma
La figura del editor en Roma, surge prácticamente de la mano, con el comienzo del comercio de libros en esta región. Donde se sabe que tras la caída de Grecia, Roma adopta la cultura helénica, lo que llevó a que muchos libros griegos llegaran a la zona, de diversas maneras. Fue tanto el interés por las obras griegas que se comenzó a comerciar libros en esta región, lo que llevó a que esta actividad se convirtiera en una parte importante de la sociedad y se empezaran a producir libros en masa en lugares llamados oficinas o plantas.  

### Plantas de producción de libros
Las plantas u oficinas trabajaban de la siguiente manera: había un lector que les dictaba a los copistas el contenido de las obras, con el fin de poder producir muchas obras en masa y sacar buen capital. Los copistas resultaban ser una mano de obra barata, ya que estos eran muy mal pagados, pero esto a fin de cuentas no hacía que los costos de producción fueran baratos. En cuanto a la producción, al ser esta muy veloz, tenía algunos errores y descuidos, lo que llevaba a que los autores y los lectores realizarán críticas hacia los copistas, como lo hizo Cicerón, el cual comentó que los copistas al ser griegos, no conocían muy bien el idioma de Roma, lo que los llevaba a escribir mentiras, lo que era perjudicial para alguien que quería conocer las obras de una manera coherente. Lo anterior hace que los empresarios contraten especialistas en corrección para que ayuden a que los errores de los copistas sean mínimos para que la producción de libros fueran fieles y correctas a la original.

### Función del editor en Roma
La figura en Roma era parecido a lo que hoy en día se conoce como asistente personal del autor, ya que este era el consejero y el que llevaba las riendas de las producciones de copias de este, tanto en el ámbito económico como administrativo, ya que el editor se encargaba de llevar la copia original a los copistas y correctores, con el fin de que estos crearán copias fieles y correctas, para que pudieran ser publicadas. Los autores estaban contentos con los editores por lo que rara vez en la época, se encontraban críticas hacia estos. Un ejemplo de los editores es Tito Pomponio Ático. Se le conoce por ser un gran conocedor del griego y por ser el editor de Cicerón y otros autores (amigos suyos). De este se sabe que sus obras eran bellas y muy cuidadosas, también se sabe que sus volúmenes eran muy cotizados en su época, ya que por ejemplo este publicó la Defensa de Quinto Ligario de Cicerón, la cual fue una obra muy solicitada y exitosa. Otra obra lanzada por Tito Pomponio Ático que se hizo con mucha fama fueron las 396 cartas escritas por Cicerón a hacia Ático. En estas cartas hay un dato curioso, el cual es no saber qué respondía Ático a las cartas de su amigo, ya que este eliminó sus respuestas a la hora de publicar la obra. Estas cartas fueron lanzadas posterior a la muerte de Cicerón, por lo que se podría decir que fue la única obra que publicó sin la aprobación de Cicerón.